# Hidroelektrana Senj
Hidroelektrana Senj ili HE Senj je derivacijska hidroelektrana koja se nalazi u Ličko-senjskoj županiji, na obali Jadranskog mora u blizini mjesta Sveti Juraj. HE Senj je u pogonu od 1965. Instalirani volumni protok je 60 m3/s (3 x 20 m3/s), a konstruktivni neto pad vode je 410 metara. Instalirana snaga HE Senj je 216 MW (3 Francisove turbine x 72 MW). HE Senj prosječno godišnje proizvodi oko 972 GWh električne energije, što je približno 10% ukupnih potreba električne energije Hrvatske (odnosno približno 22% ukupne proizvodnje hidroenergije), dok je maksimalna godišnja proizvodnja bila 1 305 GWh (1980.). HE Senj je ustvari dio hidroenergetskog sustava Senj (HES Senj), u kojem se nalazi i Hidroelektrana Sklope (22,5 MW), a koristi hidroenergetski potencijal ponornica Like i Gacke, te potoka Bakovac na potezu od Ličke visoravni do mora, gdje je smještena podzemna strojarnica. Ovaj hidroenergetski sustav čine još umjetno jezero Kruščica na rijeci Lici, kompenzacijsko jezero u Gusić polju i složeni derivacijski trakt koji se sastoji od 3 tunela duljine blizu 33 kilometara i 20 kilometara kanala i otvorenih riječnih tokova.
Bez hidroenergetskog sustava Senj štete od poplava u Lici bile bi nesumnjivo još veće. Čim se razina vode u rijeci Lici počinje povećavati, propuštaju se maksimalne količine vode kroz HE Sklope i HE Senj.
Kada je pokrenut projekt iskorištavanja hidroenergetskog sustava Senj, tada je osmišljen sustav gdje se vode rijeke Like, koja je vrlo bujična i promjenjiva rijeka, te vode rijeke Gacke koja je nešto smirenija, dovode u zaleđe Velebita i napravljena je Hidroelektrana Senj, snage 216 MW. Tada se već razmišljalo da ta hidroelektrana bude veća i da taj akumulacijski prostor bude veći. Nažalost, ovaj projekt proširenja umjetnog jezera počeo se raditi pred početak Domovinskog rata, a kada je on započeo sve je stalo. 1995., kada je taj kraj u potpunosti oslobođen, nije se još razmišljalo o obnovi projekta, već se to moglo kada su se za to stekli potrebni uvjeti. Tehnički gledajući tu se samo radi o proširenju postojećeg umjetnog jezera Krušćica. Točnije, bit će izgrađena mala Hidroelektrana Kosinj, ali osnovni projekt je ustvari proširenje postojećeg umjetnog jezera. Tehnički se ništa ne mijenja, nego se samo akumulacijski prostor na Lici, koja je jako bujična, povećava. Tom akumulacijom dobili bismo između 200 i 300 milijuna kWh nove energije. Tako bi se u Senju napravili novi kapaciteti od oko 350 - 400 MW, jer bi se koristio veliki pad vode kod Senja, a veća energija se dobiva većom količinom vode i većim padom.

## Hidroelektrana Senj u Domovinskom ratu
Neprijateljske snage postavile su veliku količinu eksploziva i kada su ga aktivirali 9. listopada 1991., raznijeli su dio zgrade i uređaj za podizanje zapornice, pa je zatvoren dotok vode u tlačni tunel, koji vodi prema vodnim turbinama HE Senj u Grabovi. Na svu sreću, jedna od dvije postavljene eksplozivne naprave nije eksplodirala, jer bi šteta bila puno veća. Hrvatski branitelji već za nekoliko dana krenuli su u akciju oslobađanja i uspješno otjerali neprijatelja, tako da su naši mogli započeti popravak zapornice. Četnici su dobro znali gdje treba postaviti eksploziv kako bi se onesposobila HE Senj i HE Sklope, tako da ne može proizvoditi električnu energiju, ali i da Senj, Velebitsko primorje i otoci ostanu bez pitke vode. No, iznimnim zalaganjem brzo smo otklonili oštećenja i osposobila zapornica, pa su postrojenja HE Senj nastavila raditi sve do završetka Domovinskog rata i osiguravati pitku vodu za grad Senj, priobalje i otoke Rab i Pag.

## Slike
- Podzemna strojarnica HE Senj u toku radova na održavanju (remont).
- Podizač zapornice u Gusić Polju.
- Na ovom mjestu su četnici postavili eksploziv, kojim su raznijeli hidrauličke uređaje i veliki dio zgrade, ali na svu sreću, jedna od dvije postavljene eksplozivne naprave nije eksplodirala, jer bi šteta bila puno veća.